# کریستین شوخو
کریستین شوخو (انگلیسی: Christian Schwochow؛ زادهٔ ۲۳ سپتامبر ۱۹۷۸) کارگردان فیلم اهل آلمان است.

## فیلمشناسی
- شکاف در پوست - ۲۰۱۱
- غرب - ۲۰۱۳
- پائولا - ۲۰۱۶